# 石崎ひゅーい
石崎 ひゅーい（いしざき ひゅーい、1984年3月7日 - ）は、日本の男性シンガーソングライター、俳優。本名同じ。
茨城県水戸市出身。ソニー・ミュージックレーベルズ所属。所属レコード会社はエピックレコードジャパン。

## 来歴
茨城県水戸市出身。中学3年生のとき、友人に誘われ結成したバンド「mighty duck」でボーカルを担当。その後、和光大学1年生のときにmighty duckを解散し、2004年10月にロックバンド「astrcoast」を結成する。
astrcoastで活動中、横浜市のライブハウスで須藤晃と出会う。その後、須藤の後押しもあり、2010年11月にバンドを解散してソロに転身。
2012年7月25日、エピックレコードジャパンからミニアルバム「第三惑星交響曲」をリリースし、メジャー・デビューを果たす。「第三惑星交響曲」は、スペースシャワーTV7月度パワープッシュとM-ON8月度レコメンドと異例のCS2冠を獲得。
「僕がいるぞ!」のPVに携帯電話の番号が公開され、2015年3月19日から4月7日までの18:00 - 21:00の間に、本人がかかってきた電話に出るという企画が行われた。
2015年6月、劇団鹿殺しのロックオペラ『彼女の起源』で客演主演を務め、初の演技へ挑戦。
2015年9月25日、日本テレビのニュース番組『NEWS ZERO』内「FROM ZERO」のコーナーで取り上げられた。
2016年12月公開の映画『アズミ・ハルコは行方不明』で主演の蒼井優の相手役として映画初出演を果たす。
2018年1月から放送の日本テレビ系ドラマ『トドメの接吻』主題歌の菅田将暉「さよならエレジー」を楽曲提供している。同年3月28日に初のベストアルバム『Huwie Best』を発売。4月12日には代々木公園・野外ステージでのフリーライブが決定。
2020年7月、映画『糸』主題歌として、菅田将暉×石崎ひゅーい名義で中島みゆきの楽曲「糸」を配信限定にてリリース。2021年5月、テレビ朝日系ドラマ『警視庁・捜査一課長 season5』エンディングテーマとして、「アヤメ」を配信リリース。

## 人物
血液型A型。「石崎ひゅーい」は本名。デヴィッド・ボウイのファンだった母親が、デヴィッドの息子の「ゾーイ」をもじって命名した。名前に嫌悪感を覚えたことはないが、「むしろ『石崎』の方が『ひゅーい』に合わない気がしてあまり好きではない」ともしている。
幼少から母親の影響で、デヴィッド・ボウイ、トム・ウェイツなどを聴いて洋楽に触れていたという。中学時代はSPEED、シャ乱QなどのJ-POPを好み、現在は、プロの歌手として玉置浩二、井上陽水、吉田拓郎を尊敬しているという。また中学校3年生のころ、ボーイスカウトに所属していて、現在でも度々当時の活動をラジオで熱く語ることがある。吉田類に憧れており、『酒場放浪記』のお店を巡るのが趣味。
交流のあるアーティストは、尾崎世界観（クリープハイプ）、小山田 壮平 (andymori) など。自身が企画した対バン企画やメディアなどでも共演をしている。尾崎世界観からは石崎が一学年上であるにもかかわらず「弟みたい」と年下のようにからかわれる。
2016年5月に発売した「花瓶の花」は、デビュー前に友達の結婚式に書いた楽曲で、「花瓶の花」発売時には、菅田将暉、蒼井優、古市憲寿、剛力彩芽、園子温など多岐にわたる著名人がコメントを寄せた。菅田将暉は「世界で一番好きなラブソング」とコメントをしている。CD初回生産に収録されている「花瓶の花」をモチーフとした短編映画「花瓶に花」（監督：松居大悟・出演：蒼井優・村上虹郎・尾崎世界観）が、短編映画祭「ショートショート フィルムフェスティバル ＆ アジア2016」の「ミュージックVideo部門」の優秀賞を受賞した。

## 音楽性
生々しく感情を歌い上げるボーカルと、リアルな日常とファンタジックな想像が合わさった楽曲が特徴。特にボーカルについては、マーティ・フリードマンから「歌ってる最中の声に、『震え』がひしひしと感じられる」という評価を受けた。石崎自身は、母親の影響を強く受けていると発言しており、楽曲に含まれるファンタジックな要素は母親の影響が表れたものとしている。
ライブでは、ピアノやギターによる弾き語りを披露することもあるが、基本的には歌のみを担当している。またライブ中はステージを所狭しと動き回っており、時折、一風変わったジャンプ を見せる。

## ディスコグラフィ

### シングル

#### 配信限定シングル
| 配信日               | タイトル                               | 規格                   | 備考                  |
| -------------------- | -------------------------------------- | ---------------------- | --------------------- |
| 2013年11月27日       | メーデーメーデー                       | デジタル・ダウンロード |                       |
| 2014年11月9日        | 星をつかまえて                         | デジタル・ダウンロード |                       |
| 2015年3月25日        | 僕がいるぞ!                            | デジタル・ダウンロード |                       |
| 2015年9月2日         | オタマジャクシ                         | デジタル・ダウンロード |                       |
| 2018年12月19日       | さよならエレジー                       | デジタル・ダウンロード | セルフカバー          |
| 2019年6月12日        | Namida/あの夏の日の魔法                | デジタル・ダウンロード |                       |
| 2020年7月17日        | 糸                                     | デジタル・ダウンロード | 菅田将暉×石崎ひゅーい |
| 2021年5月7日         | アヤメ                                 | デジタル・ダウンロード |                       |
| 2022年5月19日        | 花束                                   | デジタル・ダウンロード |                       |
| 2022年8月2日         | あいもかわらず                         | デジタル・ダウンロード | 石崎ひゅーい&菅田将暉 |
| THE FIRST TAKE MUSIC |                                        |                        |                       |
| 2021年2月19日        | さよならエレジー - From THE FIRST TAKE | デジタル・ダウンロード |                       |
| 2021年2月19日        | 花瓶の花 - From THE FIRST TAKE         | デジタル・ダウンロード |                       |

## ミュージックビデオ
| 監督                   | 曲名                                                         |
| ---------------------- | ------------------------------------------------------------ |
| 中井篤志               | 「夜間飛行」                                                 |
| 箭内道彦               | 「ファンタジックレディオ」「第三惑星交響曲」「僕だけの楽園」 |
| 石崎ひゅーい＆中井篤志 | 「ピーナッツバター」                                         |
| フカツマサカズ         | 「僕がいるぞ！」                                             |
| 小原光太郎             | 「母子手帳」                                                 |
| 不明                   | 「泣き虫ハッチ」                                             |
| 松居大悟               | 「花瓶の花」（短編映画『花瓶に花』のショート版）             |

## タイアップ
| 曲名                 | タイアップ                                                                    |
| -------------------- | ----------------------------------------------------------------------------- |
| 夜間飛行             | ドラマ24『みんな!エスパーだよ!』エンディングテーマ                            |
| メーデーメーデー     | グランドスラム・東京2013テーマソング                                          |
| ピーナッツバター     | ドラマ『新解釈・日本史』主題歌                                                |
| 泣き虫ハッチ         | 住友生命WEB-CMテーマソング                                                    |
| 星をつかまえて       | テレビアニメ『ハイキュー!!リエーフ見参』エンディングテーマ                    |
| 僕がいるぞ!          | ドラマ『みんな!エスパーだよ!番外編 ～エスパー、都へ行く～』エンディングテーマ |
| オタマジャクシ       | 映画『みんな!エスパーだよ!』オープニングテーマ                                |
| ピノとアメリ         | テレビ東京系アニメーション「NARUTO―ナルト― 疾風伝」エンディングテーマ         |
| 敗者復活戦           | NTTドコモ「dヒッツ」CMソング                                                  |
| アンコール           | テレビ朝日系スペシャルドラマ「平成ばしる」主題歌                              |
| あなたはどこにいるの | テレビ東京ドラマ「さすらい温泉♨遠藤憲一」エンディングテーマ                   |
| Namida               | アニメ映画「劇場版 誰ガ為のアルケミスト」主題歌                               |
| あの夏の日の魔法     | アニメ映画「劇場版 誰ガ為のアルケミスト」エンディングソング                   |
| パレード             | テレビアニメ『歌舞伎町シャーロック』エンディングテーマ                        |
| アヤメ               | テレビ朝日系木曜ミステリー「警視庁・捜査一課長 season5」エンディングテーマ    |
| 花束                 | テレビ朝日系木曜ミステリー「警視庁・捜査一課長 season6」エンディングテーマ    |
| ワスレガタキ         | テレビアニメ『Dr.STONE NEW WORLD』オープニングテーマ                          |
| 愛らしく             | 三菱地所レジデンス「ザ・パークハウス」Web CMソング                            |

## 楽曲提供
| 発売日         | タイトル                                    | 収録曲                         | 備考                                                                                       |
| -------------- | ------------------------------------------- | ------------------------------ | ------------------------------------------------------------------------------------------ |
| 2014年10月8日  | 山下智久「YOU」                             | 君の瞳の中に見えた丸くて青い星 | 作詞・作曲:石崎ひゅーい、編曲:corin.                                                       |
| 2018年2月21日  | 菅田将暉「さよならエレジー」                | さよならエレジー               | 作詞・作曲:石崎ひゅーい、編曲:Tomi Yo                                                      |
| 2018年3月21日  | 菅田将暉「PLAY」                            | いいんだよ、きっと 台詞        | 作詞:菅田将暉、作曲:石崎ひゅーい、編曲:トオミヨウ 作詞・作曲:石崎ひゅーい、編曲:トオミヨウ |
| 2019年7月10日  | 菅田将暉「LOVE」                            | クローバー                     | 作詞・作曲:石崎ひゅーい、編曲:トオミヨウ                                                   |
| 2019年12月18日 | 私立恵比寿中学「playlist」                  | ジャンプ                       | 作詞・作曲:石崎ひゅーい、編曲:トオミヨウ                                                   |
| 2020年11月25日 | 菅田将暉「虹」                              | 虹                             | 作詞・作曲:石崎ひゅーい、編曲:トオミヨウ                                                   |
| 2021年10月29日 | 矢部浩之「スタンドバイミー」                | スタンドバイミー               | 作詞・作曲:石崎ひゅーい                                                                    |
| 2021年11月24日 | 菅田将暉「ラストシーン」                    | ラストシーン                   | 作詞・作曲:石崎ひゅーい、編曲:トオミヨウ                                                   |
| 2023年8月23日  | ヒプノシスマイク『The Block Party -HOODs-』 | 燐火                           | 碧棺左馬刻（CV:浅沼晋太郎） 作詞・作曲:石崎ひゅーい、編曲:トオミヨウ                       |
| 2023年10月27日 | アイナ・ジ・エンド「アイコトバ」            | アイコトバ                     | 作詞・作曲:石崎ひゅーい、編曲:トオミヨウ                                                   |
| 2024年3月27日  | 鈴木雅之「Snazzy」                          | ベイビー・レイニー・ブルース   | 作詞・作曲:石崎ひゅーい、編曲:トオミヨウ                                                   |

## 主なライブ

### ワンマンライブ・主催イベント
| 開催日                   | タイトル                                                                                  | 備考                                                              |
| ------------------------ | ----------------------------------------------------------------------------------------- | ----------------------------------------------------------------- |
| 2013年1月18日〜20日      | 石崎ひゅーい2013 新春!巻き込みライブ                                                      |                                                                   |
| 2013年2月27日〜5月05日   | 石崎ひゅーいTOUR2013 全国!ひゅーい博覧会                                                  |                                                                   |
| 2013年6月15日            | 石崎ひゅーい×TOWER RECORDS～夜間初飛行～                                                  | TOWER RECORDS渋谷                                                 |
| 2013年7月18日            | 独立前夜祭                                                                                | 六本木ヒルズアリーナ                                              |
| 2013年9月7日〜22日       | 石崎ひゅーいTOUR2013「独立前夜」                                                          |                                                                   |
| 2014年6月21日            | 石崎ひゅーい×園子温バンド対バンLIVE                                                       | 新宿LOFT                                                          |
| 2014年7月4日〜7日        | 石崎ひゅーいTOUR2014「仮装行列」                                                          |                                                                   |
| 2014年11月29日〜12月13日 | 石崎ひゅーいTOUR2014「石崎ウォーズ 〜シンガーソングライターの逆襲〜」                     | w/小南泰葉/BURNOUT SYNDROMES/小山田壮平/Fly or Die/クリープハイプ |
| 2015年4月4日             | 石崎ひゅーいLIVE2015「さよなら、東京メリーゴーランド」                                    | 東京キネマ倶楽部                                                  |
| 2015年8月21日            | ナイトミルク Vol.2                                                                        | Yokohama O-SITE                                                   |
| 2015年9月21日            | オツヤ Vol.1                                                                              | 西麻布Bullet's                                                    |
| 2015年9月23日            | ナイトミルク Vol.3                                                                        | Yokohama O-SITE                                                   |
| 2015年10月13日           | コッパミジン Vol.1                                                                        | 下北沢SHELTER                                                     |
| 2015年10月31日           | オツヤ Vol.2                                                                              | 西麻布Bullet's                                                    |
| 2015年11月20日           | ナイトミルク Vol.4                                                                        | Yokohama O-SITE                                                   |
| 2015年12月23日           | ナイトミルク Vol.5 リクエストスペシャル ～きっと君は来ない 二人っきりのクリスマスライブ～ | Yokohama O-SITE                                                   |
| 2015年12月27日           | オツヤ vol.3                                                                              | 西麻布Bullet's                                                    |
| 2016年1月22日            | コッパミジン Vol.1.5                                                                      | 十三FANDANGO                                                      |
| 2016年1月28日            | コッパミジン Vol.2                                                                        | TSUTAYA O-WEST                                                    |
| 2016年2月8日             | ナイトミルク Vol.6                                                                        | Yokohama O-SITE                                                   |
| 2016年2月20日            | オツヤ vol.4                                                                              | 西麻布Bullet's                                                    |
| 2016年3月7日             | 石崎ひゅーいが誕生日に全曲歌うライブ                                                      | CHELSEA HOTEL                                                     |
| 2016年4月1日             | コッパミジン Vol.3                                                                        | 下北沢SHELTER                                                     |
| 2016年4月3日             | コッパミジン Vol.4                                                                        | 十三FANDANGO                                                      |
| 2016年4月28日            | ナイトミルク Vol.7                                                                        | 阿倍野ROCKTOWN                                                    |
| 2016年7月21日〜7月28日   | TOUR 2016「花瓶の花」                                                                     |                                                                   |
| 2016年9月24日            | ナイトミルク Vol.8                                                                        | 多摩六都科学館 プラネタリウムドーム                               |
| 2016年12月23日           | 石崎ひゅーい Xmasスペシャルライブ                                                         | ラ チッタデッラ川崎 噴水広場                                      |
| 2017年1月28日〜2月16日   | TOUR2017「アタラズモトオカラズ」                                                          |                                                                   |
| 2017年4月12日            | 石崎ひゅーい弾き語りワンマンin富山                                                        | SoulPower                                                         |
| 2017年5月31日            | ナイトミルク Vol.9                                                                        | Yokohama O-SITE                                                   |
| 2017年月28日             | オーバード・ホールpresents ナイトミルク in プラネタリウム                                 | 富山市科学博物館 プラネタリウム                                   |
| 2017年8月4日〜12月16日   | 石崎ひゅーい 弾き語りワンマン tour 2017"きびだんご"                                       |                                                                   |
| 2017年12月2日〜12月23日  | 石崎ひゅーい TOUR 2017「鬼退治」                                                          |                                                                   |
| 2018年3月9日〜4月13日    | ナイトミルク LIVE TOUR 2018                                                               |                                                                   |
| 2018年4月12日            | 「Huwie Best」フリーライブ                                                                | 代々木公園 野外ステージ                                           |
| 2018年5月3日〜9月1日     | 石崎ひゅーい 弾き語りワンマンTOUR 2018「ピリオド」                                        |                                                                   |
| 2018年10月19日〜12月21日 | 石崎ひゅーい 弾き語りワンマンTOUR 2018「アンコール」                                      |                                                                   |
| 2019年1月8日〜1月9日     | 石崎ひゅーい アンコールツアー・バンドファイナル                                           |                                                                   |
| 2019年4月26日〜4月29日   | 石崎ひゅーい バンドワンマンTOUR 2019「ゴールデンエイジ」                                  |                                                                   |
| 2019年6月14日〜9月8日    | 石崎ひゅーい アコースティックライブTOUR「あの夏の日の魔法」                               |                                                                   |
| 2019年11月23日           | Hitachi Starlight Illumination                                                            |                                                                   |
| 2019年11月29日〜12月3日  | 石崎ひゅーい BANDTOUR2019「パッション」                                                   |                                                                   |
| 2020年11月3日            | Dive/Connect @ Zepp Online                                                                | オンラインライブ                                                  |
| 2020年12月25日           | 世界中が敵だらけの今夜に                                                                  | 浅草橋ヒューリックホール                                          |
| 2021年2月13日〜2月28日   | 世界中が敵だらけの今夜に-リターンマッチ-                                                  |                                                                   |

### 出演イベント
- 2012年06月21日 - Happy Music Basket vol.1
- 2012年08月12日 - TREASURE05X 2012 ～glowing treasure 2nd day～
- 2012年08月20日 - ROCK KIDS 802 THE MUSIC CAMP
- 2012年09月01日 - SPACE SHOWER SWEET LOVE SHOWER 2012
- 2012年09月15日 - 風とロック芋煮会2012@猪苗代湖
- 2012年10月14日 - MINAMI WHEEL 2012
- 2012年10月28日 - 広島エフエム放送主催「ライブトライブLIVE」
- 2012年11月23日 - 金沢 ROCK Street Market 2012
- 2012年11月26日 - SPACE SHOWER 3rd Place vol.1
- 2012年12月23日 - FM AICHI presents STAND UP!
- 2013年04月20日 - J-WAVE 25th ANNIVERSARY TOKYO Guitar Jamboree
- 2013年04月25日 - 集まれOZAKI ～OSAKA OZAKI NIGHT～
- 2013年05月09日 - LOVE TUNES! VOL.1@WWW.～NEW ARTISTS 2013 SHOWCASE LIVE～
- 2013年07月14日 - MURO FESTIVAL 2013
- 2013年08月10日・11日 - SUMMER SONIC 2013
- 2013年08月25日 - MONSTER baSH 2013
- 2013年09月13日 - R-BROS.FEST 2013
- 2013年09月21日 - LIVE福島 CARAVAN日本 風とロック芋煮会2013
- 2013年10月05日 - MEGA☆ROCKS 2013
- 2013年10月14日 - MINAMI WHEEL 2013
- 2014年01月17日 - uP!!!STREAM
- 2014年02月09日 - MTV LIVE～Dialogue～
- 2014年06月14日 - マキタスポーツのショービジネス
- 2014年08月23日 - FREEDOM aozora 2014 東北
- 2014年09月14日 - New Acoustic Camp 2014
- 2014年09月27日 - 風とロック芋煮会2014
- 2014年09月28日 - スペースシャワー列伝 100巻記念公演 第100巻 初志貫徹の宴
- 2014年10月04日 - CONNECT 歌舞伎町Music Festival 2014
- 2014年10月11日 - MINAMI WHEEL 2014
- 2014年10月26日 - 大柴広己 presents SSW14
- 2015年01月10日 - mito LIGHT HOUSE 25th anniversary ～祝盃～
- 2015年01月23日 - オリオンと夜の虹
- 2015年03月20日 - マキタスポーツ EXPO2015
- 2015年04月19日 - 音楽と人LIVE 2015 ローリング・サンダー・レビュー
- 2015年06月03日〜06月08日 - ロックオペラ「彼女の起源」 劇団鹿殺し　東京公演
- 2015年06月11日〜06月14日 - ロックオペラ「彼女の起源」 劇団鹿殺し 関西公演
- 2015年06月16日 - ロックオペラ「彼女の起源」凱旋ライブ 劇団鹿殺し 渋谷O-WEST
- 2015年06月18日 - ロックオペラ「彼女の起源」凱旋ライブ 劇団鹿殺し 仙台darwin
- 2015年06月20日 - YATSUI FESTIVAL! 2015
- 2015年07月26日 - MURO FESTIVAL 2015
- 2015年08月13日 - 澁谷逆太郎企画「あたいの夏休み」
- 2015年08月15日 - me-al art presents "P.A.R.A.D.E vol.13"
- 2015年09月27日 - 風とロック芋煮会2015 KAZETOROCK IMONY LAND
- 2015年10月25日 - 大柴広己 presents「SSW15」SINGER SONG WRITERS 2015
- 2015年11月22日 - 下北沢にて'15
- 2015年12月13日 - 黒猫チェルシー主催「毛細血管GIG」Vol.132015/12/13 (日)
- 2015年12月17日 - True presents「feeling true」
- 2021年10月31日 - ナインティナインのオールナイトニッポン歌謡祭

## 出演作品

### 歌番組
- FNS歌謡祭 第2夜（2021年12月8日）

### 映画
- アズミ・ハルコは行方不明（2016年12月3日） - 曽我雄二 役[14]
- そらのレストラン（2019年1月25日） - 野添隆史 役[36]
- 糸（2020年8月21日）[37]
- パリピ孔明 THE MOVIE（2025年4月25日） - 東山 役[38]

### CM
- ABC-MART「コンバース・オールスター 100」（2017年4月6日よりオンエア）[39]

### テレビドラマ
- 平成ばしる（2018年12月28日、テレビ朝日） - 石崎ひゅーい（本人） 役
- さすらい温泉♨遠藤憲一 第十湯（2019年3月21日、テレビ東京） - こけし職人・磯崎 役
- 左ききのエレン（2019年10月21日（20日深夜） - 、MBS / 10月23日（22日深夜） - 、TBSテレビ） - 神谷雄介 役
- 警視庁・捜査一課長（テレビ朝日）- 日向石雄 役
  - Season5 第8話（2021年6月3日）
  - Season6 第6話（2022年5月19日）
- ジャパニーズスタイル（2022年10月22日 - 12月24日、テレビ朝日） - 浅月凛吾郎 役[40]
- パリピ孔明 第9話・最終話（2023年11月22日・29日、フジテレビ） - 東山 役[41]

### テレビ・バラエティ
- 人志松本の酒のツマミになる話（2023年6月9日 、フジテレビ）
- 午前0時の森（2023年8月23日（22日深夜）、日本テレビ）
- 高見沢俊彦の美味しい音楽 美しいメシ（2024年2月16日、BS朝日）[42]

### ラジオ
- ポケットカード プレゼンツ 気になる世界の身になるはなし（2023年1月1日 - 、TBSラジオ）[43]